# Creoleon nigritarsis
Creoleon nigritarsis är en insektsart som beskrevs av Navás 1921. Creoleon nigritarsis ingår i släktet Creoleon och familjen myrlejonsländor. Inga underarter finns listade i Catalogue of Life.